# Saint-Loup-Lamairé
Saint-Loup-Lamairé – miejscowość i gmina we Francji, w regionie Nowa Akwitania, w departamencie Deux-Sèvres.
Według danych na rok 1990 gminę zamieszkiwały 1143 osoby, a gęstość zaludnienia wynosiła 52 osób/km² (wśród 1467 gmin regionu Poitou-Charentes Saint-Loup-Lamairé plasuje się na 262. miejscu pod względem liczby ludności, natomiast pod względem powierzchni na miejscu 333.).